# Vaudoise Aréna
De Vaudoise Aréna (voorheen bekend als Espace Malley) is een multifunctionele overdekte arena in Prilly, een westelijke buitenwijk van Lausanne in Zwitserland. Het werd geopend in september 2019 en is gebouwd op de plek van het voormalige (nu afgebroken) CIG de Malley, afgebroken om een betere locatie te creëren voor de Olympische Winterspelen voor de Jeugd in 2020.
De arena is de thuisbasis van Lausanne HC uit de National League (NL).

## Geschiedenis
Het stadion werd gebouwd voor het organiseren van de Olympische Winterspelen voor de Jeugd in 2020. Het complex bestaat uit drie ijsbanen (de grote ijsbaan, een trainingsveld en een buitenijsbaan). De plannen omvatten ook een schermcentrum, een tafeltenniszaal en een zwembad met drie baden en 1.000 zitplaatsen, dat gepland werd voor 2021. De Vaudoise Aréna is het centrum van het nieuwe Malley Sports Centre. De faciliteit, die voorheen Espace Malley heette, kreeg in september 2018 zijn definitieve naam, na een sponsorovereenkomst met de verzekeringsmaatschappij Vaudoise assurances . 